# Hans-Joachim Steinfurth
Hans-Joachim Steinfurth (* 15. Februar 1939) war ein Fußballspieler in der DDR. In der höchsten Spielklasse des ostdeutschen Fußballverbandes, der Oberliga, spielte er für den SC Neubrandenburg und Stahl Eisenhüttenstadt.
In den Nachwuchsmannschaften der im Nordosten der DDR beheimateten unterklassigen Betriebssportgemeinschaften (BSG) Traktor in Jarmen und Verkehrsbetriebe in Demmin begann Steinfurth organisiert Fußball zu spielen. Mit Beginn der Fußballsaison 1959 spielte er mit der BSG Einheit Greifswald in der zweitklassigen DDR-Liga. In 25 der 26 Punktspiele wurde er vorzugsweise auf der linken Angriffsseite eingesetzt, wurde mit 15 Toren bester Schütze seiner Mannschaft und landete auf Platz vier der Liga-Torschützenliste. Auch in den folgenden Spielzeiten war Steinfurth jeweils der erfolgreichste Angreifer der Greifswalder und hatte als Linksaußenstürmer seine Stammposition gefunden. Als er nach dem Ende der Saison 1962/63 die BSG Einheit verließ, hatte er für sie 102 von 117 möglichen Punktspielen in der DDR-Liga bestritten und dabei 56 Tore erzielt.
Im Sommer 1963 wechselte Steinfurth zum Ligakonkurrenten SC Neubrandenburg. Auch hier war er auf Linksaußen sofort Stammspieler und trug mit 27 von 30 Punktspielen und 15 Torerfolgen maßgeblich zum Aufstieg in die DDR-Oberliga bei. In der Oberligasaison 1964/65 bestritt Steinfurth alle 26 Punktspiele und war zusammen mit Kurt Weisser mit sieben Toren wieder treffsicherster Schütze seiner Mannschaft, obwohl er im Laufe der Saison vom Linksaußensturm ins Mittelfeld wechselte. Die Neubrandenburger konnten sich jedoch in der Oberliga nicht behaupten und stiegen nach einem Jahr wieder in die DDR-Liga ab.
Steinfurth bestritt noch zwölf Punktspiele der DDR-Ligasaison 1965/66 für den SC Neubrandenburg und wechselte danach zum 1. Januar 1966 zur ebenfalls in der DDR-Liga spielenden BSG Stahl Eisenhüttenstadt. Dort rückte er wieder in den Angriff vor und bestritt als halblinker Stürmer alle Punktspiele der Rückrunde 1966. In den folgenden drei Spielzeiten wurde Steinfurth in der Verteidigung eingesetzt und war mit 85 von 90 möglichen Punktspieleinsätzen sicherer Stammspieler der Stahlwerker. Nach der Saison 1968/69 stieg Stahl Eisenhüttenstadt in die Oberliga auf. In seiner nach Neubrandenburg zweiten Oberligasaison konnte Steinfurth weiterhin seinen Status als Stammspieler 1969/70 mit 20 Punktspieleinsätzen behaupten. Auch mit Eisenhüttenstadt spielte er nur ein Jahr erstklassig, danach musste er zum zweiten Mal in seiner Laufbahn den Abstieg hinnehmen. Anschließend konnte er nicht einmal in der DDR-Liga spielen, denn die BSG Stahl Eisenhüttenstadt wurde wegen Statutenverstoß in die drittklassige Bezirksliga zurückgestuft. Nach dem sofortigen Aufstieg spielte Steinfurth von 1971 bis 1973 noch zwei Spielzeiten in der DDR-Liga. Er pendelte stets zwischen Mittelfeld und Abwehr und bestritt, obwohl inzwischen über 30 Jahre alt, bis zum Schluss fast alle Punktspiele. Im Sommer 1973 beendete er seine Laufbahn als Leistungsfußballspieler und half noch gelegentlich in der 2. Mannschaft in der Bezirksliga aus. In Eisenhüttenstadt hatte Steinfurth neben seinen 20 Oberligaspielen und der Zeit in der Bezirksliga 146 Punktspiele in der zweitklassigen DDR-Liga absolviert. Ab 1974 arbeitete er bei Stahl Eisenhüttenstadt als Schülertrainer.